# 김유래
김유래(2006년 11월 17일 ~ )은 대한민국의 축구 선수로, 포지션은 골키퍼이다. 현재 K리그2의 부산 아이파크에서 활동하고 있다.